# Pale Waves
Pale Waves (с англ. — «Бледные волны») — английская рок-группа из Манчестера, образованная в 2014 году. Солистка и гитарист Хизер Барон-Грейси познакомилась с барабанщицей Сиарой Доран во время учебы в университете в Манчестере, и они создали группу. Гитарист Хьюго Сильвани и басист Чарли Вуд вскоре присоединились и завершили состав. Раннее творчество группы часто описывается как вдохновленный 80-ми инди-рок или синти-поп; их второй и третий альбомы, однако, больше связаны с жанром поп-панк.
После подписания контракта на запись с Dirty Hit в 2017 году Pale Waves выпустили свой дебютный сингл «There's a Honey», за которым последовал «Television Romance». В 2018 году группа заняла пятое место в опросе BBC Sound of… и выиграла премию NME Under the Radar на церемонии вручения премии NME Awards. Дебютный EP, All the Things I Never Said, был выпущен в феврале 2018 года, за ним последовали их альбомы My Mind Makes Noises (2018), Who Am I? (2021) и Unwanted (2022). Четвертый альбом группы, Smitten, вышел 27 сентября 2024 года.

## Характеристики
Стиль
Pale Waves описывают как инди-поп, инди-рок, синти-поп, готик-поп, поп-панк, поп-рок, дрим-поп, и поп.
Источники вдохновения
Группа упоминает таких исполнителей, как The Blue Nile, Принс, The Cranberries, Cocteau Twins, The 1975, Аланис Мориссетт и Аврил Лавин, в качестве источников вдохновения. Барон-Грейси заявила: «Я люблю многих артистов 80-х, таких как Принс и Мадонна. «Purple Rain» — одна из моих любимых песен всех времен. Но я люблю The Cure. Я люблю песни, которые дают вам мелодии, которые вы можете петь в любое время, но в этих мелодиях есть вещи, которые разбивают вам сердце». В интервью The Irish Times Барон-Грейси назвала Долорес О'Риордан своим главным вокальным вдохновителем, сказав: «Я люблю The Cranberries. Они были потрясающими. Я определенно равнялась на Долорес О'Риордан. У нее один из моих любимых голосов всех времен. Она излучала это отношение — она была полностью собой. Мне нравилось ее чувство моды, она была таким классным человеком».
Для своего второго альбома Who Am I? Барон-Грейси ссылалась на кантри-исполнителей The Chicks и Кейси Масгрейвс, как на оказавших влияние, особенно на «мелодическую сторону [записи]». Их третий альбом Unwanted был вдохновлен рок-исполнительницами Кортни Лав и Лиз Фэр, а также поп-панк-группой Paramore.

## Наследие
Награды и номинации
| Год  | Организация                | Награда                     | Работа               | Результат | Прим.  |
| ---- | -------------------------- | --------------------------- | -------------------- | --------- | ------ |
| 2017 | Vevo                       | dscvr Artists to Watch 2018 | Pale Waves           | Включена  | [ 22 ] |
| 2017 | DIY                        | Class of 2018               | Pale Waves           | Первый    | [ 23 ] |
| 2018 | Alternative Press          | 18 Artists to Watch in 2018 | Pale Waves           | Включена  | [ 24 ] |
| 2018 | Clash                      | 18 for '18                  | Pale Waves           | Включена  | [ 25 ] |
| 2018 | BBC                        | Sound of 2018               | Pale Waves           | Пятый     | [ 26 ] |
| 2018 | MTV UK                     | MTV Brand New 2018          | Pale Waves           | Номинация | [ 27 ] |
| 2018 | NME                        | The NME 100                 | Pale Waves           | Включена  | [ 28 ] |
| 2018 | NME Awards                 | Best Video                  | "Television Romance" | Номинация | [ 29 ] |
| 2018 | NME Awards                 | NME Under the Radar         | Pale Waves           | Победа    | [ 30 ] |
| 2019 | Q Awards                   | Q Best Breakthrough Act     | Pale Waves           | Победа    | [ 31 ] |
| 2021 | Popjustice £20 Music Prize | Best British Pop Single     | "She's My Religion"  | Номинация | [ 32 ] |

## Дискография
Смотри статью «Дискография Pale Waves» в англ. разделе.
Альбомы
- My Mind Makes Noises (2018)
- Who Am I? (2021)
- Unwanted (2022)
- Smitten (2024)